# Geheimauftrag für John Drake
Geheimauftrag für John Drake ist eine britische Kriminalfilmserie, die von 1960 bis 1962 in 39 Teilen zu ca. 25 Minuten beim Fernsehsender ITV ausgestrahlt und von Lew Grade produziert wurde. In einer zweiten Staffel lief die Serie von 1964 bis 1966 mit 47 Episoden zu ca. 49 Minuten. McGoohan wurde in der deutschen Ausstrahlung von Heinz Drache synchronisiert. Im Deutschen Fernsehen wurden nur etwa die Hälfte der verfügbaren Folgen gezeigt.
Im britischen Original heißt die Serie Danger Man. Sie wird dabei oft mit der jüngeren Serie Secret Agent Man verwechselt, welche die Titelmusik der älteren Serie wiederverwendete. Das eigentliche Titelthema der Serie hieß High Wire und wurde von Edwin Astley komponiert. Für weitere Verwirrung sorgt, dass der US-amerikanische Sender CBS die Serie in der ersten Staffel als Danger Man ausstrahlen ließ, den Titel ab der zweiten Staffel jedoch in Secret Agent änderte. 
Mit der von Ralph Smart entwickelten Serie wurde der US-amerikanische Schauspieler Patrick McGoohan zum Star. Im Anschluss an die Serie war er auch Hauptdarsteller der als Nachfolgeserie interpretierbaren Nummer 6 (The Prisoner), wo er bei einigen Folgen auch Regie führte.

## Serienkonzept
In den 25-minütigen Folgen der ersten Staffel von 1960 bis 1962 stellt McGoohan den irisch-amerikanischen Geheimagenten John Drake dar, der für einen geheimen Zweig der NATO tätig ist und sich dabei oft mit seinen Vorgesetzten über seine Vorgehensweise streitet. Er muss in verschiedenen Ländern antidemokratische Elemente bekämpfen oder Mordfälle aufklären. Dabei trägt er im Gegensatz zu James Bond keine Waffe, benutzt keine ungewöhnlichen Gadgets außer einer Minox-Kamera, bekommt nie eine Frau und tötet sehr selten seine Gegner.
Im Vorspann der ersten Staffel stellte sich der Geheimagent John Drake so dem Publikum vor: „Mein Name ist Drake. John Drake.“ Die Rolle als James Bond wurde McGoohan nach unterschiedlichen Quellen zweimal angeboten. Er lehnte sie als Katholik aus moralischer Überzeugung ab. Die berühmte Vorstellungsfloskel „Mein Name ist Bond. James Bond.“ blieb aus der „Drake“-Serie entlehnt erhalten. 
Die Pilotfolge View From the Villa sollte in einem italienischen Land spielen, aus Kostengründen wurde jedoch als Drehort das walisische Dorf Portmeirion, genommen, das in einem pseudo-italienischen Stil erbaut wurde. Ebendieses Dorf, das seit seiner Erbauung eine Hotelanlage ist, verwendete McGoohan später als Hauptdrehort für seine Nummer 6-Serie.
Nach dem Auslaufen der ersten Staffel der Serie kontaktierte Lew Grade Patrick McGoohan erneut mit dem Angebot, noch einmal die Rolle des „John Drake“ zu übernehmen. McGoohan stimmte zu, nachdem die Folgen auf 50 Minuten verlängert und die Drehbücher qualitativ verbessert worden waren und somit McGoohan größere schauspielerische Leistungen abverlangten.
Die neuen Serienfolgen waren ungemein populär, und McGoohan wurde dadurch eine Zeit lang einer der bestbezahlten Schauspieler Englands. Dennoch gab McGoohan die Rolle nach der vierten Staffel, die nur aus den zwei in Farbe gedrehten Folgen Koroshi und Shinda Shima bestand, auf und begann an seiner Serie Nummer 6 zu arbeiten. Im Vorspann dieser Serie wird ein Agent gezeigt, der wutentbrannt seinen Job hinwirft und kurz darauf in ein surreales Dorf entführt wird. Dabei ähnelt der Agent sehr McGoohans Darstellung von „John Drake“.

## DVD-Veröffentlichung
Bereits im Jahr 2006 wurde die komplette erste Staffel in Deutschland auf DVD veröffentlicht.
Enthalten waren sowohl die deutsche als auch die englische Fassung mit unterschiedlichen Bildmastern. 2011 erschien die Serie erneut; diesmal allerdings in einer einzigen Box.